# برنکوی
برنکوی شهری در شهرستان سانابا در استان بانوا در بورکینافاسوی غربی است و جمعیت آن ۴۳۵ نفر است.